# Горошек Сосновского
Горо́шек Сосновского (лат. Vícia sosnowskyi) — многолетнее травянистое растение, вид рода Горошек (Vicia) семейства Бобовые (Fabaceae). Имеет значение как кормовая трава для горных и высокогорных пастбищ. Вид был описан грузинским ботаником Эквтимишвили М. С. (груз. მელიტა ექვთიმიშვილი), которая в различных источниках записана под разными сокращения — Ekutim. и Ekvtim., что может создавать путаницу. 

## Ботаническое описание
Многолетнее травянистое растение. Стебли высотой 40—60 см, прямостоящие или приподнимающиеся, как и черешки покрыты редкими оттопыренными волосками.
Листья длиной 7–11 см., сложные, с закругленным усиком, листочков в числе 9—12 пар, продолговато-линейные или ланцетные, притупленные или с остроконечием, прижато-опушённые, длиной 13–24 мм и шириной 3–5 мм. Прилистники полустреловидные, с треугольными долями.
Соцветие — кисть, длиной 7–13 см, о 7—11 цветках. Чашеча синевато-зелёная, мохнато-опушённая, нижний зубец длиной до 6 мм, боковые — до 4 мм, ланцетно-шиловидный с треугольным основанием. Венчик мотылькового типа, голубовато-синий, длиной 22—24 мм, плс. флага по ширине равна ноготку, последний в полтора раза длиннее пластинки; лодочка длиной 16—17 мм. 
Плод — боб на ножке, слегка выставляющийся, с носиком, линейно-ромбический, с белым мохнатым опушением, зрелый соломенно-желтого цвета, иногда синеватый, 3—4 см дл., 7—8 мм шир.; с. почти шаровидные, бурые, с мраморным рисунком, рубчик с белым налетом, 2—2.5 мм дл.
Цветение в июле-августе.

## Ареал
Азербайджан, Грузия, Россия (Северный Кавказ).
На лугах в субальпийском и альпийском поясах на выс. 1800—2200 м. — Кавказ: Предкавк., Вост.-Закавк. (в высокогорном поясе Главного хребта). Эндем. Описан из Грузии (Мтиулетия). Тип в Тбилиси.